# 长圆叶唇柱苣苔
长圆叶唇柱苣苔（学名：Chirita oblongifolia）为苦苣苔科唇柱苣苔属下的一个种。其种加词“oblongifolia”意为“长椭圆叶子的”。
现接受名为长圆叶汉克苣苔（Henckelia oblongifolia (Roxb.) D.J.Middleton & Mich.Möller, 2011）。